# Scheldeprijs 2020
La 108.ª edición de la clásica ciclista Scheldeprijs fue una carrera que tuvo lugar el 14 de octubre de 2020 en Bélgica con inicio y final en la ciudad de Schoten sobre un recorrido de 173,3 kilómetros.
La carrera formó parte del UCI ProSeries 2020, calendario ciclístico mundial de segunda división, dentro de la categoría UCI 1.Pro y fue ganada por el australiano Caleb Ewan del Lotto Soudal. Completaron el podio, como segundo y tercer clasificado respectivamente, el italiano Niccolò Bonifazio del Total Direct Énergie y el francés Bryan Coquard del B&B Hotels-Vital Concept p/b KTM.

## Equipos participantes
En esta edición participaron 25 equipos, quince de ellos UCI WorldTour, nueve UCI ProTeam y uno de categoría Continental, quienes conformaron un pelotón de 170 ciclistas de los cuales finalizaron 158. Los equipos participantes fueron:
| WorldTeams (15)- Deceuninck-Quick Step - Lotto Soudal - Bahrain McLaren - Bora-Hansgrohe - Astana - CCC Team - Cofidis - Groupama-FDJ - Israel Start-Up Nation - Mitchelton-Scott - NTT Pro Cycling - Ineos Grenadiers - Team Sunweb - Trek-Segafredo - UAE Team Emirates ProTeams (9)- Alpecin-Fenix - B&B Hotels-Vital Concept p/b KTM - Bingoal-Wallonie Bruxelles - Circus-Wanty Gobert - Nippo Delko One Provence - Riwal Securitas - Sport Vlaanderen-Baloise - Arkéa-Samsic - Total Direct Énergie Equipo continental- Tarteletto-Isorex |
| |

## Clasificación final
| \| Clasificación general \| Clasificación general \| Clasificación general \| Clasificación general \| Clasificación general \| \| Ciclista \| Ciclista \| Equipo \| Tiempo \| \| \| --------------------- \| --------------------- \| -------------------------------- \| --------------------- \| --------------------- \| \| 1.º \| Caleb Ewan \| Lotto-Soudal \| 3 h 34 min 38 s \| \| \| 2.º \| Niccolò Bonifazio \| Total Direct Énergie \| + 0 s \| \| \| 3.º \| Bryan Coquard \| B&B Hotels-Vital Concept p/b KTM \| + 0 s \| \| \| 4.º \| Tim Merlier \| Alpecin-Fenix \| + 0 s \| \| \| 5.º \| Jasper Philipsen \| UAE Team Emirates \| + 0 s \| \| \| 6.º \| Amaury Capiot \| Sport Vlaanderen-Baloise \| + 0 s \| \| \| 7.º \| Arvid de Kleijn \| Riwal Securitas \| + 0 s \| \| \| 8.º \| Sam Bennett \| Deceuninck-Quick Step \| + 0 s \| \| \| 9.º \| Itamar Einhorn \| Israel Start-Up Nation \| + 0 s \| \| \| 10.º \| Romain Cardis \| Total Direct Énergie \| + 0 s \| \| |                   |                                  |                 |
| |                   |                                  |                 |
| Fuente: ProCyclingStats |                   |                                  |                 |
| Clasificación general |                   |                                  |                 |
| Ciclista | Ciclista          | Equipo                           | Tiempo          |
| 1.º | Caleb Ewan        | Lotto-Soudal                     | 3 h 34 min 38 s |
| 2.º | Niccolò Bonifazio | Total Direct Énergie             | + 0 s           |
| 3.º | Bryan Coquard     | B&B Hotels-Vital Concept p/b KTM | + 0 s           |
| 4.º | Tim Merlier       | Alpecin-Fenix                    | + 0 s           |
| 5.º | Jasper Philipsen  | UAE Team Emirates                | + 0 s           |
| 6.º | Amaury Capiot     | Sport Vlaanderen-Baloise         | + 0 s           |
| 7.º | Arvid de Kleijn   | Riwal Securitas                  | + 0 s           |
| 8.º | Sam Bennett       | Deceuninck-Quick Step            | + 0 s           |
| 9.º | Itamar Einhorn    | Israel Start-Up Nation           | + 0 s           |
| 10.º | Romain Cardis     | Total Direct Énergie             | + 0 s           |

## UCI World Ranking
La Scheldeprijs otorgó puntos para el UCI World Ranking para corredores de los equipos en las categorías UCI WorldTeam, UCI ProTeam y Continental. Las siguientes tablas son el baremo de puntuación y los 10 corredores que obtuvieron más puntos:
| Posición              | 1.º | 2.º | 3.º | 4.º | 5.º | 6.º | 7.º | 8.º | 9.º | 10.º | 11.º | 12.º | 13.º | 14.º | 15.º | 16.º-30.º | 31.º-40.º |
| Clasificación general | 200 | 150 | 125 | 100 | 85  | 70  | 60  | 50  | 40  | 35   | 30   | 25   | 20   | 15   | 10   | 5         | 3         |

| Clasificación |                   |                                  |         |
| Posición      | Ciclista          | Equipo                           | General |
| ------------- | ----------------- | -------------------------------- | ------- |
| 1.º           | Caleb Ewan        | Lotto Soudal                     | 200     |
| 2.º           | Niccolò Bonifazio | Total Direct Énergie             | 150     |
| 3.º           | Bryan Coquard     | B&B Hotels-Vital Concept p/b KTM | 125     |
| 4.º           | Tim Merlier       | Alpecin-Fenix                    | 100     |
| 5.º           | Jasper Philipsen  | UAE Team Emirates                | 85      |
| 6.º           | Amaury Capiot     | Sport Vlaanderen-Baloise         | 70      |
| 7.º           | Arvid de Kleijn   | Riwal Securitas                  | 60      |
| 8.º           | Sam Bennett       | Deceuninck-Quick Step            | 50      |
| 9.º           | Itamar Einhorn    | Israel Start-Up Nation           | 40      |
| 10.º          | Romain Cardis     | Total Direct Énergie             | 35      |